# Ніконоров В'ячеслав Едуардович
В'ячеслав Едуардович Ніконоров (нар. 11 січня 1988, Івано-Франківськ) — український шоумен, актор театру й кіно.

## Життєпис
Народився 11 січня 1988 року у місті Івано-Франківськ. Відомий за роллю баби Богданівни у телесеріалі «Віталька». Учасник зйомок у короткометражних фільмах.
Закінчив факультет режисури кіно і телебачення  КНУТКіТ
З 2006 року — актор київського театру «Чорний квадрат».
Володар титулу «Найкращий новачок».

## Фільмографія
- «7 красных линий» (2011)
- «Мотор» (2012)
- «Віталька» (2012–2016)
- В ночь с четверга на пятницу (2013)
- «Що якщо?» (2012–2013)
- «Гречанка» (2014)
- «Polemos | Azov X RIOTDIVISION X Neutrino» (2025)

## Театральні вистави
- «Здравствуйте, я — Ваша Смерть!»;
- «Ночь святого Валентина»;
- «Каминный хозяин»;
- «Кафе разбитых сердец»;
- «Лысая певица»;
- «Мафия (проект)»;
- «Новогодний кекс»;
- «Пикник»;
- «Плоты (проект)»;
- «Чистая Импровизация (проект)»;
- «Этюды (самые разнообразные)»;
- «10 минут до конца света (или Апокалипсис стучится в двери тихо…)» (реж. Анатолий Нейолов);
- «Страсти по Мураками» (реж. Анатолий Неёлов);
- «Косметика врага» (реж. Анатолий Неёлов);
- «Мужчины оптом и в розницу (Человеку надо мало)» (реж. Анатолий Нейолов);
- «Приглашение на Рассвет» (реж. Анатолий Неёлов);
- Андрюша — «Любовь не по возрасту (Артек)»;
- Юноша на пляже — «Голая правда или Вместо секса» (реж. Анатолий Нейолов);
- Братец Иванушка — «Сказка для взрослых» (реж. Анатолий Неёлов).